# Řasinkový epitel

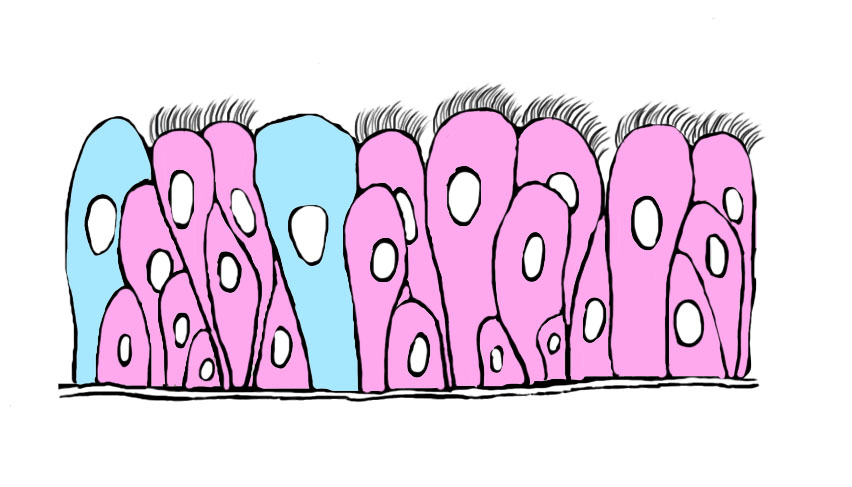
Řasinkový epitel

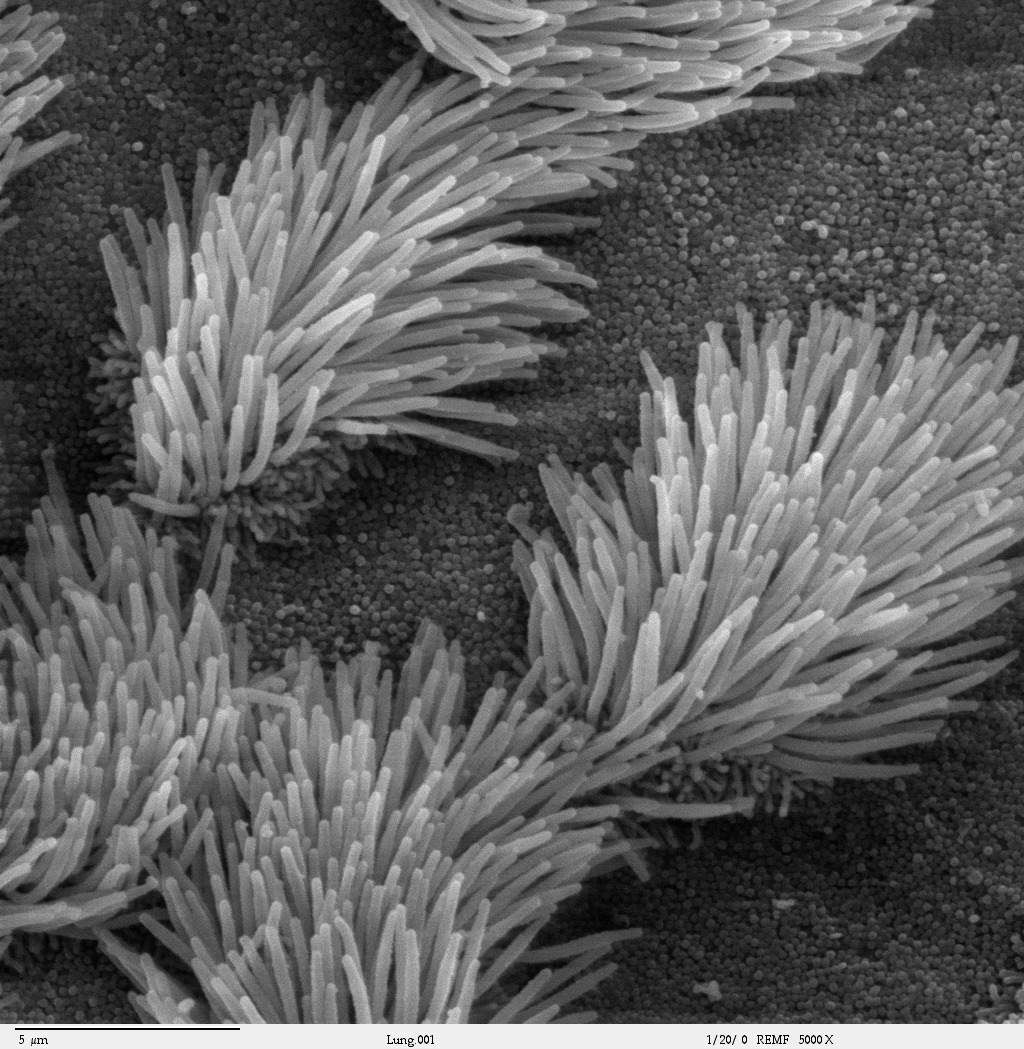
Respirační epitel v plicích je příkladem řasinkového epitelu

Řasinkový epitel je specializovaný, nejčastěji cylindrický epitel, opatřen na svém apikálním povrchu kmitajícími ciliemi, sloužícími buď k transportu některých cizorodých částic do prostředí, které je způsobilé tyto částice dále zpracovat, nebo k usnadnění pohybu částic vlastních, distribuovaných na jiné místo, než místo jejich vzniku. Vystýlá cesty dýchací, některá místa ve vývodních pohlavních cestách muže, vejcovody a sporadicky zastoupen je i v děloze.

## Vymezení pojmů
Řasinkový epitel sestává za nedilatovaného stavu obvykle z vysokých buněk, v terminálních částech dýchacích cest, nebo v některých částech cest pohlavních z buněk kubických. Cilie na jejich apikálním povrchu jsou pohyblivé, nazývané též kinocilie. Mezi autory se vedou spory, zda je vhodné řadit k řasinkovému epitelu rovněž tkáň složenou z buněk opatřenými stereociliemi – tedy nepohyblivými řasinkami. Protože jsou však stereocilie strukturně i funkčně odlišné, podobající se spíše mikroklkům, převládá snaha zvýraznit tento rozdíl i v nomenklatuře a tudíž klasifikovat jako "řasinkový" pouze epitel opatřen kinociliemi, jak bude dále zachováno i v následujícím textu.

## Řasinková buňka
Typická struktura řasinkové buňky představuje protáhlý element s apikálně vyvinutým ciliárním aparátem. Jádro buňky je oválné, nepříliš velkých rozměrů. Malý Golgiho komplex je umístěn nad jádrem. Endoplazmatické retikulum není příliš vyvinuté. Protože pro pohyb řasinek je nezbytný adenosintrifosfát, je pro buňku charakteristický zejména velký počet mitochondrií soustředěných především do oblasti pod bazálními tělísky kinocilií.)

## Výskyt v lidském těle

### Dýchací cesty
Víceřadý (4-7 řad) cylindrický až jednořadý kubický epitel s řasinkami vystýlá převážnou část dýchacích cest.
Přestože ve výstelce řasinkové buňky výrazně převažují, rovněž se mezi nimi nachází i jiné buněčné typy, jmenovitě buňky sekreční, buňky patřící DNES a buňky bazální, které dávají za vznik jmenovaným skupinám ). Počet řasinek na apikálním povrchu dosahuje přibližně 250  – 300  elementů, mezi kterými se rovněž vyskytují četné mikroklky. )
Řasinková výstelka dýchacích cest začíná ve vlastní dutině nosní (tedy až za vestibulem), kde pokrývá dolní a střední skořepy (skořepy horní jsou naproti tomu pokryty specializovaným čichovým epitelem). Významným prvkem udržujícím zachování vlhkosti v nosní dutině jsou četné venózní plexy v lamina propria mucosae. Každých 20 – 30 minut se tyto plexy naplní na jedné straně dutiny krví, tím dojde k jednostrannému zúžení nosního průchodu a vzduch je směrován do druhé poloviny nosní dutiny. Epitel je tímto mechanismem chráněn před poškozením, které by mohlo nastat na základě vysoušení sliznice nepřetržitým prouděním vzduchu ).
Víceřadý cylindrický epitel vystýlá rovněž vedlejší dutiny nosní, kde kontinuálním pohybem řasinek odstraňuje z těchto míst sekret. Ten se pak skrze průchody dostává do vlastní nosní dutiny.
Výstelka přechází plynule do nosohltanu a hrtanu, kde při jejich hranici je plynulost epitelu přerušena – v těchto místech se nachází epitel cylindrický víceřadý ), některými autory popisován jako dlaždicový víceřadý  
Epiglottis, jenž chrání vstup do hrtanu, je kryt řasinkovým epitelem pouze na bazální laryngové straně. Z důvodu ochrany je při své linguální straně a rovněž na apikálním a laterálním povrchu strany laryngové pokryt epitelem víceřadým dlaždicovým stejně tak, jako plicae vocalis.
Vystýlaje tracheu a po její bifurkaci i hlavní bronchy, pokračuje víceřadý cylindrický epitel s řasinkami plicním hilem do plic. V malých bronších výrazně přibývá mezi buňkami řasinkového epitelu také buněk DNES, naproti tomu ubývá buněk pohárkových, tento trend je ještě výraznější v bronchiolách, které se větví v bronchioly terminální, kde se řasinkový epitel stává jednořadým, cylindrickým až kubickým ). Množství kinocilií na apikálním povrchu buněk se snižuje, jejich velikost se zkracuje.
Počínaje bronchioly se v mezi řasinkovým epitelem místo pohárkových buněk objevují sekreční Clara buňky. Kubický řasinkový epitel pokračuje cestou respiračních bronchiolů až mezi alveoly, v jejichž distálním úseku však již přechází do dlaždicové výstelky plicních sklípků ).
Pohyblivé, pravidelně uspořádané řasinky jsou jediným mechanismem, který může zaručit kontinuální transport hlenu z dýchacích cest. Schopnost tohoto transportu je vázána na podmínky stanovující, že se řasinky mohou pohybovat pouze v řídkém prostředí a vrstva hlenu se rovná nejvýše jejich výšce (7-10 µm) ). Z toho je patrný význam kontinuálního toku hlenu, bez kterého dochází vlivem resorpce k zahušťování sekretu mezi řasinkami. Za těchto podmínek pak mohou zachycené partikule snáze proniknout až k vlastním buňkám epitelu a tím usnadnit potenciální vznik zánětu. Rovněž se prodlužuje doba vystavení tkáně různým dráždivým, či karcinogenním látkám. )

### Vejcovod a děloha
Řasinkové buňky ve formě jednovrstevného cylindrického epitelu jsou nejčetnější v infundibulu tubae uterinae a směrem k pars uterina jich ubývá. V druhé polovině menstruačního cyklu navíc značně přibývá sekrečních buněk v celém vejcovodu. Kinocilie většiny buněk kmitají směrem k děloze, malá část je však orientována opačným směrem – k vaječníku.). Tyto ojedinělé buňky usnadňují průnik spermatozoí k vajíčku, zatímco ostatní většina řasinek napomáhá spolu s kontrakcemi hladkých svalových buněk tunica muscularis k transportu oocytu směrem k děloze. Nepříliš četné řasinkové buňky jsou i součástí epitelu endometria dělohy. Zde však již výrazně převyšují buňky sekreční. )

### Mužské vývodné pohlavní cesty
Přestože rete testis je opatřeno výstelkou zejména buněk kubických, místy se vyskytují i buňky ploché, nebo naopak cylindrické. Na apikálních částech všech buněčných typů se často vyskytují jednotlivé řasinky. Uspořádání pokračuje až do ductuli efferentes. Řasinkový epitel v rete testis i ductuli efferentes sune spermie směrem k epididymidis, kde již k dalšímu transportu napomáhají peristaltické stahy hladké svaloviny. ).

## Výskyt u jiných živočichů
Různé využití řasinkového epitelu nacházíme napříč celou živočišnou říší. U některých bezobratlých, např. u ploštěnců, může řasinkový epitel na povrchu jejich těl sloužit přímo k jejich samostatnému pohybu.

## Patologie

### Kartagenerův syndrom
Kartagenerův syndrom je syndrom nepohyblivých, vrozeně malformovaných řasinek, jenž je způsoben nejčastěji absencí proteinu umožňující klouzání mikrotubulů, nezbytné pro kmitání řasinek – dyneinu. Mohou však být také narušeny radiální struktury axonémy. ) Syndrom je příčinou chronické respirační infekce, neplodnosti u mužů a snížené fertility u žen. Složkou tohoto syndromu je rovněž chronická sinusitida.

### Metaplázie
Metaplázie obecně je proces, během kterého se jeden typ epitelové tkáně může změnit v typ jiný a to jak za fyziologických, tak za patologických podmínek. Metaplázie řasinkového epitelu, coby patologie, je častým jevem u kuřáků, kdy dochází ke změně poměru pohárkových a řasinkových buněk. Vyšší množství pohárkových buněk sice umožní rychlejší neutralizaci škodlivin, redukce buněk řasinkových však zpomalí posun vrstvy hlenu vlivem čehož dochází k ucpávání vývodových cest.).
Tato změna vede k chronickému odkašlávání.